# Robert Moses
Robert Moses (New Haven, 18 dicembre 1888 – West Islip, 29 luglio 1981) è stato un urbanista, funzionario e politico statunitense, architetto della ristrutturazione di New York tra il 1930 e il 1970, è stato attivo principalmente nella metropoli di New York.
I suoi progetti, per la loro portata e il loro slancio, sono paragonati alla ricostruzione ottocentesca di Parigi. Robert Moses è uno degli urbanisti più controversi nella storia degli Stati Uniti.

## Biografia
Moses è nato a New Haven, nel Connecticut, suo padre era un commerciante e noto agente immobiliare. Ha studiato all'Università Yale, all'Università di Oxford e alla Columbia University. Morì il 29 luglio 1981 a West Islip, New York per una malattia cardiaca, all'età di 92 anni.

### Sviluppo urbano di New York
I progetti di Moses per ricostruire New York nello spirito del modernismo di Le Corbusier favorirono ampie arterie di comunicazione a più corsie a scapito del trasporto pubblico. All'apice della sua carriera, Robert Moses ricoprì 12 posizioni dirigenziali, grazie alle quali acquisì un potere reale sulle decisioni riguardanti lo sviluppo della città. Tuttavia, non ha mai vinto un mandato elettorale - si è candidato solo una volta come rappresentante repubblicano per le elezioni governatoriali di New York, perdendo per 800.000 voti contro il democratico Herbert H. Lehman.
I progetti attuati da Moses furono considerati da molti essenziali per lo sviluppo della regione dopo la Grande depressione. Durante il periodo di maggiore influenza di Moses, a New York si tennero due Esposizioni universali: nel 1939 e nel 1964. Tra gli altri, grazie agli sforzi di Robert Moses negli anni 1948-1952, fu costruito a New York un complesso di edifici che costituivano la sede delle Nazioni Unite. Tuttavia, alcuni dei progetti realizzati da Robert Moses hanno incontrato un'enorme resistenza sociale. Una delle sue antagoniste più famose era Jane Jacobs, autrice di Vita e morte delle grandi città. Saggio sulle metropoli americane, una delle pubblicazioni più importanti e influenti sulla pianificazione urbana americana.
Nel 1974 Robert Caro, un giornalista e scrittore americano, pubblicò una biografia critica di Robert Moses chiamata Potentate (The Power Broker). Quest'opera, che ha fatto vincere il Premio Pulitzer a Robert Caro nel 1974, è stata inserita dalla Modern Library tra le 100 opere di saggistica più importanti del XX secolo. La risposta di Moses alla critica di Robert Caro è stata che "viviamo in una civiltà motorizzata".